# Ardeicola plataleae
Ardeicola plataleae är en insektsart som först beskrevs av Carl von Linné 1758.  Ardeicola plataleae ingår i släktet rasplöss, och familjen fjäderlöss. Inga underarter finns listade i Catalogue of Life.